# Volksgrenadier-Division

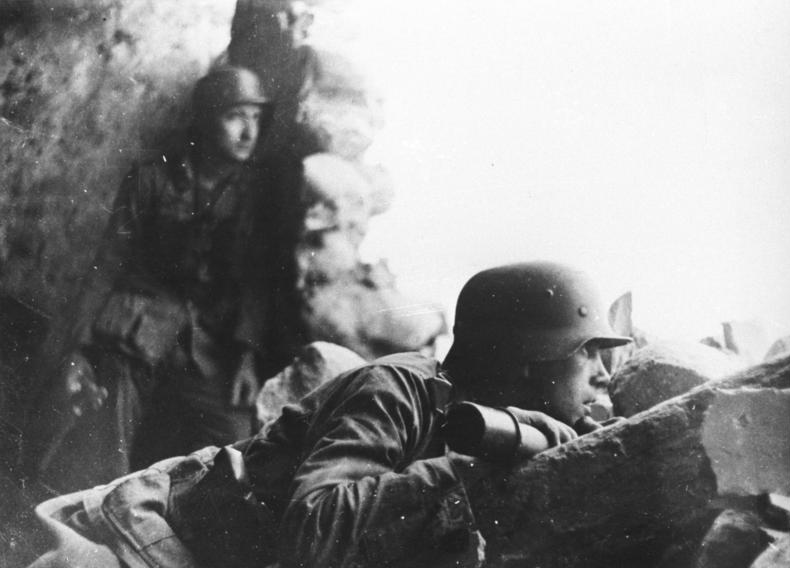
Volksgrenadiere an der Adriafront, Oktober 1944

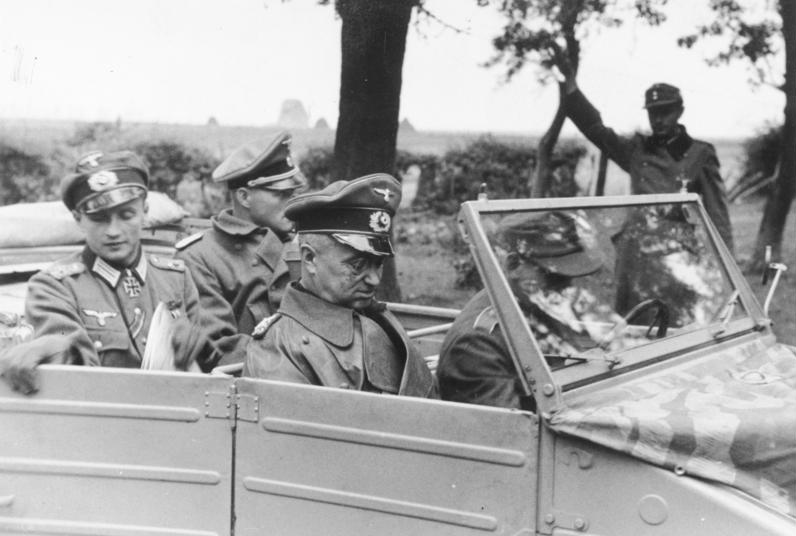
Generalfeldmarschall Model besucht den vorgeschobenen Gefechtsstand der in und um Aachen eingesetzten 246. Volksgrenadier-Division am 9. Oktober 1944

Volksgrenadier-Division war die Sammelbezeichnung für Infanterie-Divisionen, die ab dem 20. Juli 1944 von der deutschen Wehrmacht zum Ausgleich der schweren Verluste im Zuge der Invasion in der Normandie und des Zusammenbruchs der Heeresgruppe Mitte an Stelle der bisherigen Infanterie-Divisionen aufgestellt oder aufgefrischt wurden.

## Beschreibung
Die Volksgrenadier-Divisionen wurden anfangs aus regulären Einheiten des Front- und des Ersatzheeres aufgestellt. In den letzten Monaten des Krieges wurden sie aus Volkssturmeinheiten, Alarmverbänden und versprengten Soldaten gebildet. Luftwaffensoldaten und Angehörige der Kriegsmarine wurden zu Luftwaffenfeld-Divisionen und Marineinfanterie-Divisionen zusammengefasst und den alliierten Truppen entgegengestellt. Ab Februar 1945 wurde bereits der Jahrgang 1928 und einen Monat später auch der Jahrgang 1929 zum Wehrdienst einberufen. 16-jährige kamen im Rahmen der Aktion „Heimat an die Front“ in Ersatz- und Ausbildungsdivisionen an die Front und sollten wie völlig unausgebildete Hitlerjungen auch das Reich vor der Niederlage bewahren.

## Hintergrund
Nach den schweren Verlusten im Sommer 1944 in Frankreich und an der Ostfront und der Ernennung Heinrich Himmlers zum Oberbefehlshaber des Ersatzheeres wurden sogenannte Volksgrenadier-Divisionen aufgestellt, die truppenrechtlich und disziplinarisch dem Reichsführer SS unterstanden und damit teilweise dem Zugriff der Wehrmachtführung entzogen waren. Dies war die Reaktion auf die Beteiligung von Militärs an dem Umsturzversuch am 20. Juli 1944. Die Volksgrenadier-Divisionen gehörten de facto in den Tätigkeitsbereich des SS-Führungshauptamtes, dem auch die Waffen-SS unterstand.
Mit der Bezeichnung Volks- sollte die Verbundenheit der Wehrmacht und des deutschen Volkes unterstrichen werden. Dieser Propagandazug war umso notwendiger, als tatsächlich viele Volksdeutsche der „Volksliste III“ und „IV“ in diese Verbände eingezogen worden waren, die sich oft aus materiellen Beweggründen, insbesondere höhere Lebensmittelzuteilungen, zum „Deutschtum“ bekannt hatten. Die intensive ideologische Beeinflussung und harte disziplinarische Maßnahmen sollten die Zuverlässigkeit der Volksgrenadier-Divisionen gewährleisten. Im Kampfeinsatz kam es jedoch aufgrund der mangelhaften Ausbildung zu schweren Verlusten.
Die Volksgrenadier-Divisionen wurden Ende 1944 vor allem im Westen eingesetzt. Im März kämpften zwei Volksgrenadier-Divisionen bei Kaiserslautern (siehe Operation Undertone).

## Gliederung
Die Volksgrenadier-Divisionen umfassten nur sechs statt der üblichen neun Bataillone der bisher aufgestellten Infanterie-Divisionen. Sie waren somit auch kleiner als diese. Weil die hohen Verluste in der Endphase des Zweiten Weltkrieges nicht mehr vollständig ersetzt werden konnten, entsprach die Stärke der Volksgrenadier-Divisionen in etwa der echten Stärke vieler der älteren Infanterie-Divisionen. Die Volksgrenadier-Divisionen wurden nur unzulänglich bewaffnet.
- Die Sollstärke einer Volksgrenadier-Division war infanteristisch schwächer als die einer Infanterie-Division 44 der Wehrmacht, verfügte aber über mehr automatische Waffen, vor allem das neu entwickelte Sturmgewehr 44.
- Die drei Volksgrenadier-Regimenter (eines mit Fahrrädern beweglich gemacht – tatsächlich war aber nur ein Bataillon mit Fahrrädern ausgestattet) verfügten über je zwei Grenadier-Bataillone, eine schwere Kompanie mit vier leichten Infanteriegeschützen und acht 12-cm-Granatwerfern, sowie eine mit Panzerschreck ausgerüstete Panzerjäger-Kompanie. Die Trosse waren zu Zügen auf Bataillonsebene zusammengefasst, womit eine Entlastung der Führer erreicht werden sollte.
- Eine Abteilung des Artillerie-Regiments der Volksgrenadier-Division verfügte an Stelle von zwölf leichten Feldhaubitzen 10,5 cm über achtzehn 7,5-cm-Geschütze.
- Als Divisionstruppen verfügte die Volksgrenadier-Division über eine Panzerjäger-Abteilung, eine Nachrichten-Abteilung, ein Pionier-Bataillon, eine Füsilier-Kompanie und ein Versorgungs-Regiment.

Gliederungsübersicht
Divisionsstab mit
- Kartenstelle/Druckereitrupp
- Feldgendarmerietrupp (meist als Feldgendarmerietrupp c (teilmot.))

3 Grenadierregimenter zu je
- Regimentsstab/Stabskompanie mit Nachrichten-, Pionier- und Radfahrzug
- 2 Bataillone zu je 3 Schützen-Kompanien (9 leichte MG, 2 Züge mit Sturmgewehren) und einer schweren Kompanie (8 schwere MG, 6 mittlere Granatwerfer, 4 leichte Infanteriegeschütze)
- Infanteriegeschütz-Kompanie mit 4 leichten Infanteriegeschützen und 8 schweren Granatwerfern.
- Panzerzerstörer-Kompanie mit 72 Raketenpanzerbüchsen, davon 18 als Gerätereserve ohne Bedienungspersonal

Divisionsfüsilierkompanie (wie Grenadier-Kp, allerdings auf Fahrrädern beweglich gemacht)
Panzerjägerabteilung mit
- 1. Kp mit 9 Pak 7,5 cm (mot.Z.)
- 2. Kp mit 14 Sturmgeschützen
- 3. Kp mit 9 Flak 3,7 cm (mot.Z.)

Die 2. Kompanie hieß ab Oktober 1944 Panzerjäger-Kp, ab Februar 1945 Jagdpanzer-Kp. Die Ausrüstung mit Sturmgeschützen war nicht einheitlich, teilweise kamen auch andere Pak auf Selbstfahrlafetten zum Einsatz. Generell richtete sich die Ausrüstung der gesamten Panzerjägerabteilung nach dem verfügbaren Material und war sehr uneinheitlich.
Artillerieregiment mit
- Stabsbatterie
- leichte Abteilung mit Stabsbatterie und 3 Batterien zu je 6 Feldkanonen oder Pak 7,5 cm (teilmot.)
- 2 leichte Abteilungen mit Stabsbatterie und 2 Batterien zu je 6 leichten Feldhaubitzen 10,5 cm (teilmot.)
- schwere Abteilung mit Stabsbatterie und 2 Batterien zu je 6 schweren Feldhaubitzen 15 cm (bespannt)

Pionierbataillon mit 2 Kompanien (teilmot.)
Nachrichtenabteilung (gekürzt) mit
- Fernsprechkompanie (teilmot.)
- Funkkompanie (mot.)
- Versorgungsstaffel

Feldersatzbataillon mit
- 4–5 Kompanien
- Divisionskampfschule

Sanitätskompanie (teilmot.)
Krankenkraftwagenkompanie
Kommandeur der Div. Nachschubtruppen (Kodina, wird Ende 1944 Divisions-Versorgungs-Regiment) mit
- Divisionsverwaltungs-Kp (teilmot.), darin Bäckerei- und Schlächtereizug
- 1 Kraftfahrkompanie (120 t Kapazität, dabei Betriebsstoff-Fahrzeuge)
- 2 Fahrschwadronen (30 t Kapazität, bespannt)
- 1 Nachschubkompanie (teilmot.)
- 1 Werkstattkompanie (teilmot.)

Veterinärkompanie (bespannt)
Feldpostamt (teilmot.)

## Aufstellung
- 17 Grenadier-Divisionen der 29. Welle (Nr. 541–553, 558, 559, 561, 562) wurden nach dem 20. Juli 1944 in Volksgrenadier-Division umbenannt, dabei erhielten die vier Divisionen (Nr. 543, 546, 550 und 552) die Nummern vernichteter und aufgelöster Verbände (Nr. 78, 45, 31, und 6).
- 6 Volksgrenadier-Divisionen der 30. Welle mit Aufstellung zwischen dem 20. Juli und dem 3. August 1944. (Nr. 12, 16, 19 und 36, sowie 560, 561 durch Umbenennung).
- 25 Volksgrenadier-Divisionen der 32. Welle (Nr. 564–588) unter Eingliederung von 10 Schatten-Divisionen (31. Welle) und Resten vernichteter oder aufgelöster Divisionen.
- 3 Volksgrenadier-Divisionen unter Umgliederung bestehender Verbände (Nr. 48, 211, 264).

- Weitere Grenadier- bzw. Volksgrenadier-Divisionen erhielten die Nummern aufgelöster Divisionen
  - 564. wird 183. Volksgrenadier-Division,
  - 567. wird 352. Volksgrenadier-Division,
  - 568. wird 256. Volksgrenadier-Division,
  - 569. wird 361. Volksgrenadier-Division,
  - 570. wird 337. Volksgrenadier-Division,
  - 571. wird 18. Volksgrenadier-Division,
  - 572. wird 340. Volksgrenadier-Division,
  - 575. wird 272. Volksgrenadier-Division,
  - 577. wird 47. Volksgrenadier-Division,
  - 578. wird 212. Volksgrenadier-Division,
  - 583. wird 62. Volksgrenadier-Division,
  - 585. wird 167. Volksgrenadier-Division,
  - 586. wird 79. Volksgrenadier-Division,
  - 588. wird 320. Volksgrenadier-Division.

Ende 1944 wurden die noch bestehenden Volksgrenadier-Divisionen in Infanterie-Divisionen 45 umgegliedert.
In den letzten Kriegswochen wurden weitere, eilig zusammengeraffte Kampfeinheiten gebildet, die Bezeichnungen wie Volkswerfer-Brigaden oder Volksartilleriekorps erhielten. Wie schon die Bezeichnung „Volksgrenadier“ auf das alte Preußen verwies, wurden in der Schlussphase des Krieges Verbände mit Namen berühmter Deutscher gebildet. Clausewitz, Ferdinand von Schill, Ulrich von Hutten, Scharnhorst, Theodor Körner, Albert Leo Schlageter lauten die Namen der letzten vom Heer neu aufgestellten Verbände. Im April 1945 wurde schließlich noch aus fanatisierten NS-Funktionären das Freikorps Adolf Hitler gebildet. Auch diese Verbände waren jedoch größtenteils nur mit alten Gewehren, aber auch mit automatischen Waffen, vor allem dem neu entwickelten Sturmgewehr 44 und Panzerfäusten ausgerüstet. Artillerie, Panzer, Sturmgeschütze fehlten ebenso wie Pioniergerät.

## Einsätze
Die Volksgrenadier-Divisionen wurden – mit eher geringem Erfolg – hauptsächlich in der Ardennenoffensive, bei der Verteidigung des Westwalls sowie an der Ostfront eingesetzt. Danach wurden sie in Kämpfen innerhalb des Reichsgebietes eingesetzt. Meist ohne ausreichende Ausbildung und schwach organisiert, wurden sie in Situationen geworfen, welche sie überforderten. Nur wenige Divisionen konnten Erfolge erzielen (wie z. B. die 12. Volksgrenadier-Division).